# Narvika Bovcon
Narvika Bovcon, slovenska novomedijska umetnica, oblikovalka, kustosinja, recenzentka in univerzitetna profesorica, * 29. januar 1976, Nova Gorica.

## Življenjepis
Po maturi na Gimnaziji Bežigrad se je Narvika Bovcon vpisala na Akademijo za likovno umetnost in oblikovanje Univerze v Ljubljani, kjer je leta 2001 diplomirala iz oblikovanja, leta 2003 magistrirala iz videa in novih medijev ter leta 2008 doktorirala pod mentorstvom Janeza Strehovca, Staneta Bernika in Sreča Dragana. Dodatno se je izobraževala v Italiji, na Hrvaškem, v Avstriji in na Novi Zelandiji. Bovconova je ustanovna članica Društva za povezovanje umetnosti in znanosti ArtNetLab.
Bovcon je bila naprej samozaposlena v kulturi, leta 2010 pa se je zaposlila na Fakulteti za računalništvo in informatiko, Univerze v Ljubljani, kjer kot izredna profesorica predava oblikovalske predmete študentom računalništva. Raziskovalno deluje v Laboratoriju za računalniški vid in v okviru programske skupine Računalniški vid.
Kot umetnica je sodelovala na številnih razstavah na uglednih prizoriščih v Sloveniji in v tujini. Leta 2003 je bila kot umetnica izbrana za nastop na mednarodni razstavi Vivere Venezia 2, vzporedne prireditve v sklopu 50. Beneškega bienala. Leta 2005 jo je Igor Zabel uvrstil v izbor reprezentativnih umetnikov desetletja 1995–2005: Teritoriji, identitete, mreže v Moderni galeriji. Na documenti (13) v Kasslu leta 2012 je bila s projektom Atlas uvrščena v selekcijo Lori Waxman, ki je na documenti izvajala svoj projekt 60 wrd/min art critic.
Od leta 2016 je glavna in odgovorna urednica revije Likovne besede.

## Nagrade
Na majskem salonu, vsakoletni razstavi, ki jo organizira Zveza društev slovenskih likovnih umetnikov (ZDSLU), sta skupaj z Alešem Vaupotičem leta 2014 dobila priznanje, leta 2017 pa nagrado mednarodne žirije.

## Izbrana bibliografija
- Aleš Vaupotič, Narvika Bovcon. Integracija pesniške zbirke balada za Metko Krašovec Tomaža Šalamuna v medij videa. V: Zvonko Kovač (ur.), Krištof Jacek Kozak (ur.), Barbara Pregelj (ur.). Obzorja jezika – obnebja jezika: poezija Tomaža Šalamuna. Zagreb: FF Press,  str. 173–183, 2004 (COBISS)
- Aleš Vaupotič, Narvika Bovcon. Space and time in new media objects - VideoSpace, Friedhof Laguna, Mouseion Serapeion, S.O.L.A.R.I.S., To Brecknock...c, Data Dune, Proceedings 50th International Symposium ELMAR, Borik Zadar, Croatia, str. 503-506, 2008.
- Narvika Bovcon. Umetnost v svetu pametnih strojev : novomedijska umetnost Sreča Dragana, Jake Železnikarja in Marka Peljhana. Ljubljana: Raziskovalni inštitut Akademije za likovno umetnost in oblikovanje, 2009. (COBISS)
- Aleš Vaupotič, Narvika Bovcon, Franc Solina, Borut Batagelj, Damir Deželjin. Presence: the integration of classical artistic media in a smart space prototype, Proceedings 15th International Conference on Virtual Systems and Multimedia, 9–12 September 2009, Vienna, Austria, str. 98–103.
- Narvika Bovcon. Literary Aspects in New Media Art Works, CLCWeb: Comparative Literature and Culture, 15(7):article 17, 2013.
- Narvika Bovcon, Aleš Vaupotič. Transmedia adaptation: a dialogue of genres and communication media. V: Brigitte Le Juez (ur.). (Re)writing without borders: contemporary intermedial perspectives on literature and the visual arts. Champaign, IL: Common Ground Research Networks, str. 101–118, 2018.

## Predavanja
- Narvika Bovcon, Aleš Vaupotič, Augmented reality and Chronotopicality. Pixxelpoint festival, 18. november 2019.

## V medijih
- Dva primera umetniškega arhiva. MMC RTV SLO, 29. november 2004.
- Skupina ArtNetLab v Parizu. MMC RTV SLO, 15. september 2007.
- Goriška primernejša za razumevanje Nostalgije. MMC RTV SLO, 10. december 2007.
- Evelin Stermitz (en). New Media Art in Slovenia: An Interview with Narvika Bovcon and Aleš Vaupotič. Rhizome (en), 28. julij 2009.
- Znanstvena sfera se ne sme izolirati od celostnega doživljanja sveta. Ime tedna sta Narvika Bovcon in Aleš Vaupotič], novomedijska umetnika, ki sta na Salonu 2017 dobila glavno nagrado, RTV SLO, VAL 202, 19. november 2017.